# Quercus libani
Quercus libani är en bokväxtart som beskrevs av G.Olivier. Quercus libani ingår i släktet ekar, och familjen bokväxter. Inga underarter finns listade.
Arten förekommer i nordöstra Syrien, södra Turkiet, nordöstra Irak och nordvästra Iran. Den växer i kulliga områden och i bergstrakter mellan 700 och 2000 meter över havet. Denna ek kan bilda grupper där inga andra större träd ingår eller den hittas tillsammans med Quercus infectoria, Quercus brantii och turkisk ek.
Trädet drabbas av olika parasiter som Biscogniauxia mediterranea, skalbaggar från släktet Chrysobothris eller fjärilen äpplerödgump. Hela populationen minskar men den är fortfarande stor. IUCN listar arten som livskraftig (LC).

## Bildgalleri

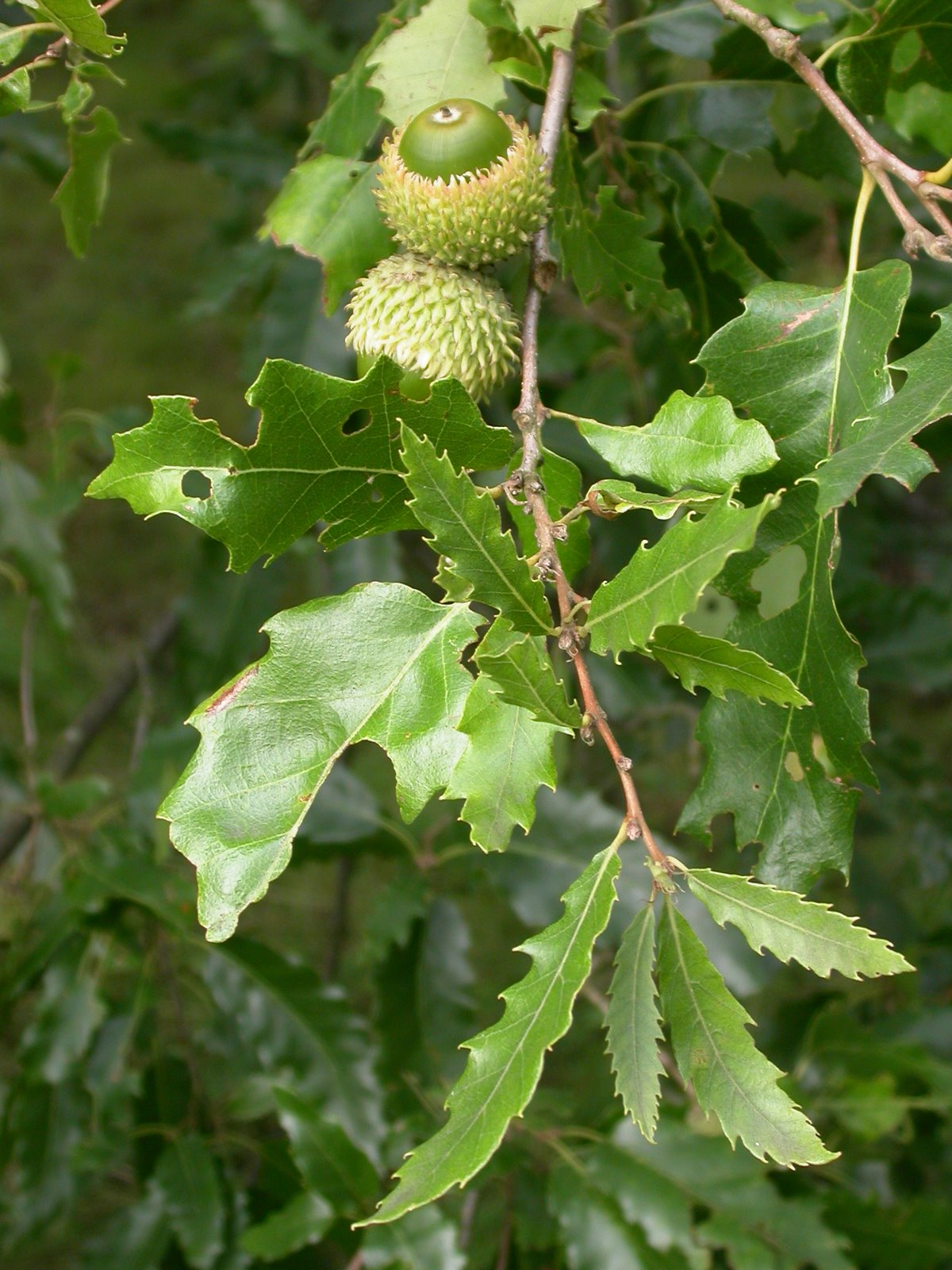
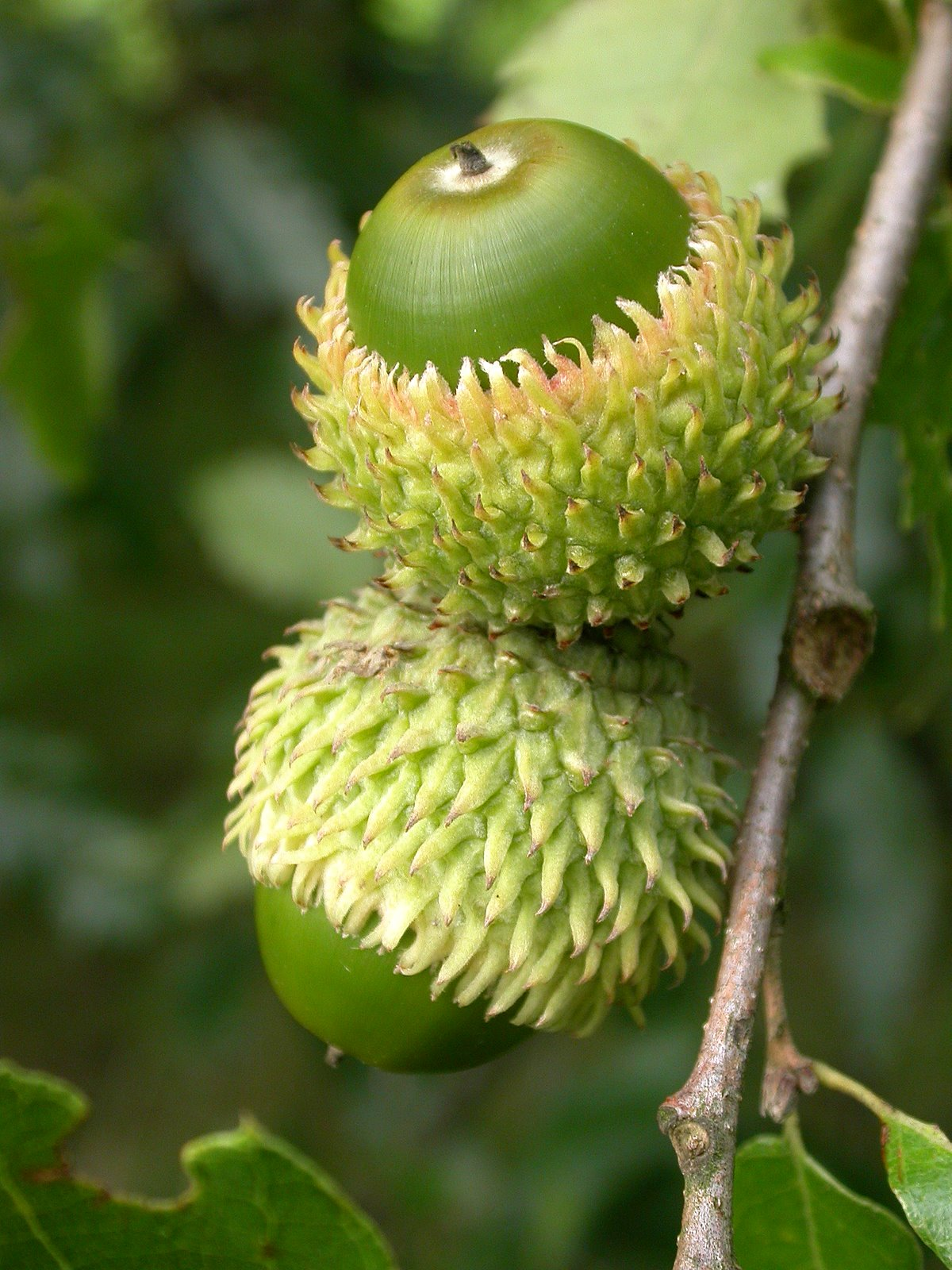
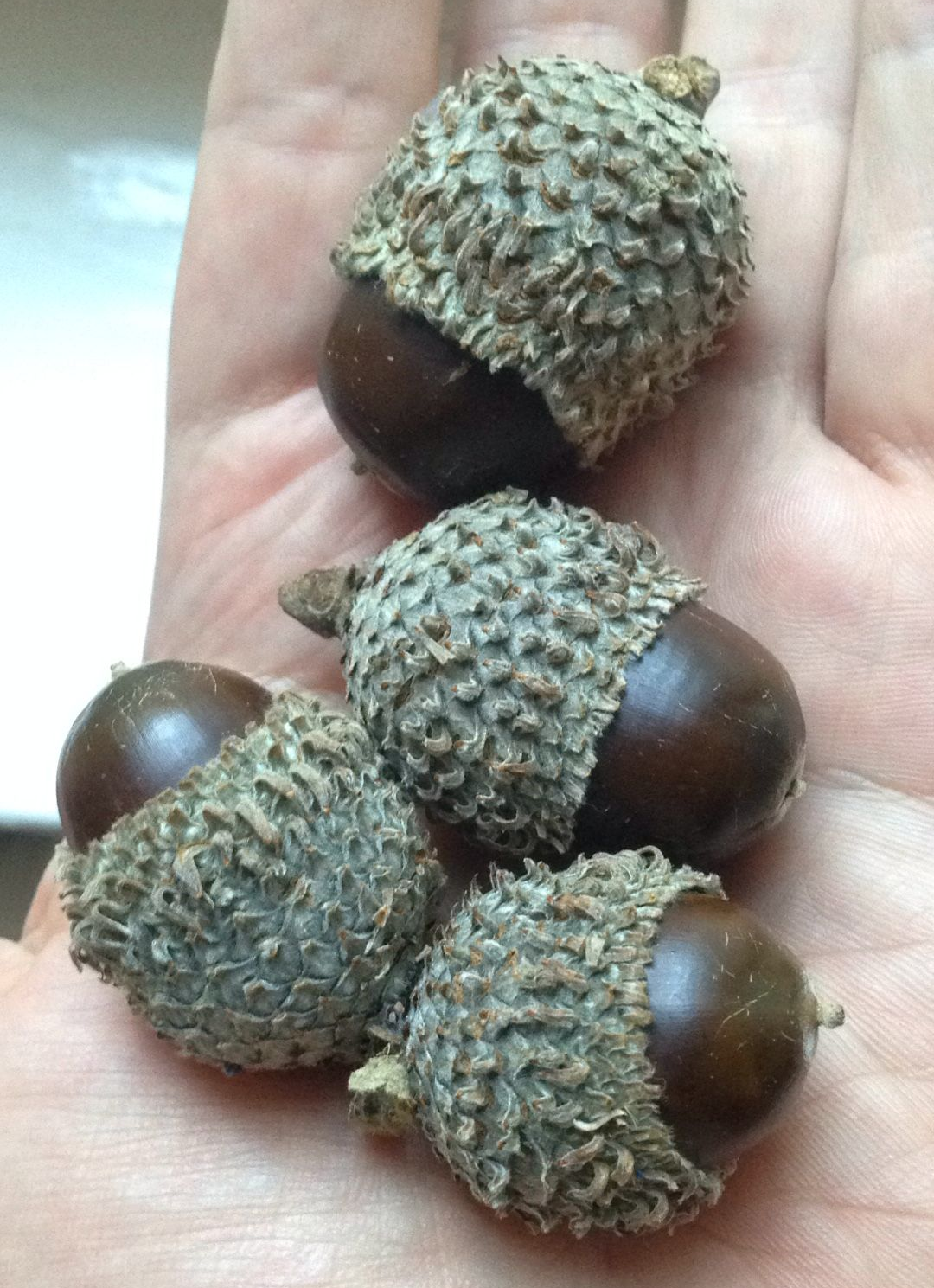